# Karolewo (Kętrzyn)

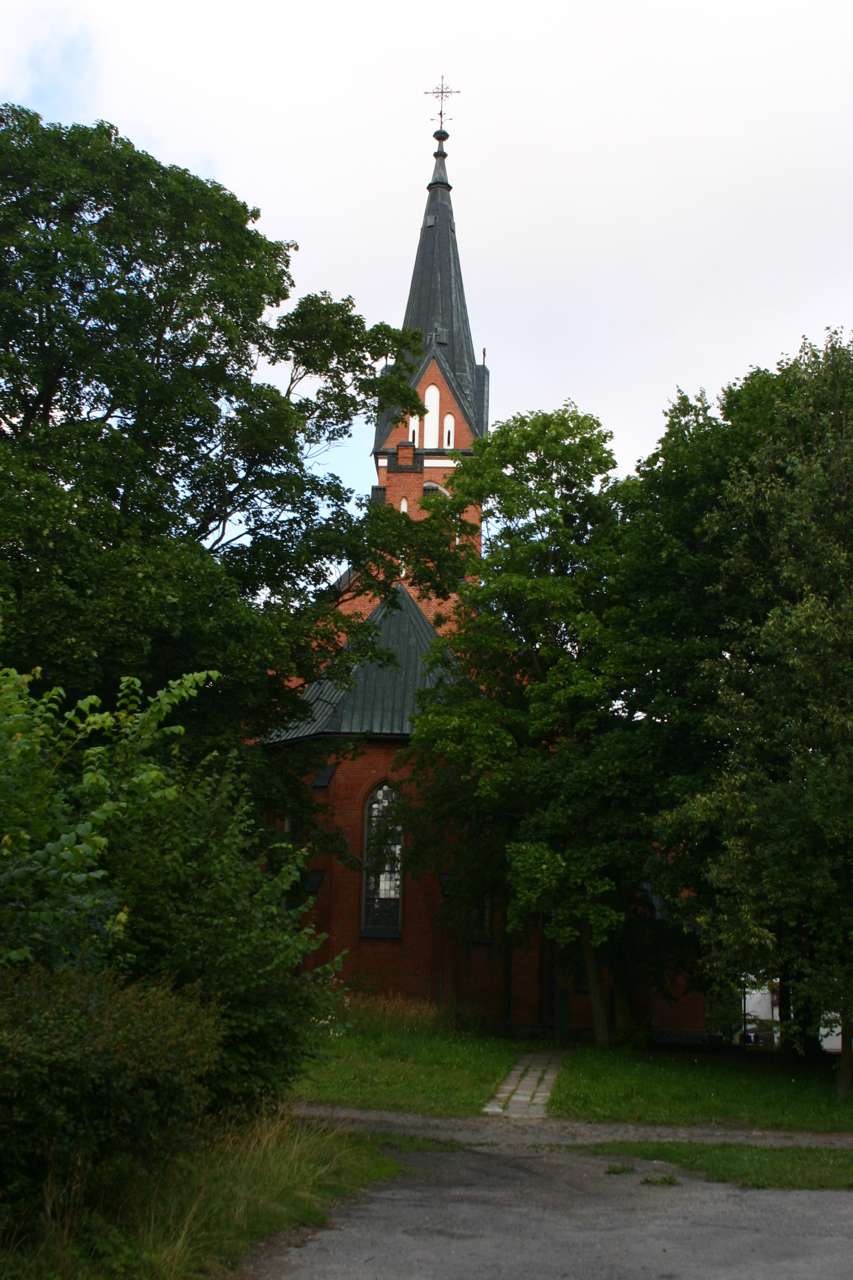
Kirche in Karolewo

Karolewo (deutsch Carlshof oder Karlshof) ist ein Dorf in Polen in der Woiwodschaft Ermland-Masuren im Powiat Kętrzyński, das zur Landgemeinde Kętrzyn (Rastenburg) gehört.

Panorama von Karolewo

## Geographie
Das Dorf liegt einen Kilometer östlich von Kętrzyn, etwa 105 Meter über dem Meeresspiegel. Die Grenze zur russischen Oblast Kaliningrad verläuft etwa 30 Kilometer nördlich von Karolewo.

## Geschichte

### Anstalt für Fallsüchtige
Am 31. Oktober 1881 ging der Kommission für Liebesarbeit der ost- und westpreußischen Provinzialsynode der Evangelischen Kirche die Mitteilung zu, dass die Siechenabteilung des Provinzial-Arbeitshauses aus Mangel an Raum geschlossen werde und die 200 Insassen, unter denen auch 27 Epileptiker waren, entlassen werden mussten. Der Rastenburger Superintendent Christian Klapp (1832–1905) erhielt daraufhin von der Synode die Zustimmung zur Gründung einer Anstalt für Fallsüchtige und kaufte bereits am 4. November 1881 einen günstig gelegenen freiherrlichen Altensitz in der Nähe von Rastenburg: Carlshof. Am 23. Oktober 1882 konnte die Anstalt ihrer Bestimmung übergeben und die ersten 36 Epileptiker übernommen werden, darunter die bis dahin in den  Bodelschwinghschen Anstalten zu Bethel untergebrachten Pfleglinge aus Ost- und Westpreußen. Nach 30 Jahren war aus dem Landhaus mit 36 Kranken eine Stadt auf dem Berge geworden mit einer Hausgemeinde von etwa 1500 Seelen, Carlshof war eine Pflegestätte der mannigfachen Arbeiten der Inneren Mission geworden – eine Heimstätte für über 800 Epileptiker, für annähernd 200 Fahrende und ebenso viele Fürsorgezöglinge, für 25 Alkoholkranke. 100 Bedienstete der Provinzialkirche wirkten hier. Es war nach und nach eine große Landwirtschaft in vier Wirtschaftshöfen von 1200 Morgen dazu gekommen, mit Arbeitsgelegenheiten für Pfleglinge und Zöglinge. Superintendent Christian Klapp brachte die Arbeit an die Grenze seiner Möglichkeiten; bei einem Begräbnis verließ ihn während der Leichenfeier plötzlich das Gedächtnis und er brach zusammen. Daraufhin verließ er die Anstalt, um später im Kreis Neustadt ein Krankenhaus und die Kleinkinderschule aufzubauen.

### Geschichte des Dorfes
Das Dorf entstand Anfang des 19. Jahrhunderts als eine Arbeitersiedlung.
1901 wurde die Kirche des Ortes errichtet.
Im Jahr 1910 hatte die Anstalt etwa 1.000 Patienten, davon waren 807 an Epilepsie erkrankt, die anderen schwindsüchtig, geistig erkrankt oder Alkoholiker.
Während der Zeit des Nationalsozialismus wurden die Patienten der Anstalt im Zuge der sogenannten Rassenhygiene systematisch ermordet. Während des Zweiten Weltkrieges wurde in den Gebäuden der Anstalt ein Militärkrankenhaus eingerichtet. Weiterhin wurde hier offiziell eine SS-Schule eingerichtet. Diese war aber nur eine Tarnung zur Stationierung von SS-Soldaten, welche die nahegelegene Wolfsschanze im Dorf Görlitz (Gierłoż) beschützten.
Im Januar 1945 wurde das Gebiet von der Roten Armee besetzt und fiel anschließend an Polen.
1947 begann in den teilweise zerstörten Gebäuden der ehemaligen Anstalt eine Landwirtschaftsschule den Lehrbetrieb. Bis 1974 verzeichnete die Schule 3.751 Absolventen. 1970 wurden 1359 Einwohner in Karolewo gezählt. Seit 1973 ist das Dorf Teil des Schulzenamtes Kruszewiec.
Im Rahmen einer Verwaltungsreform in Polen, bei der die Woiwodschaft Olsztyn aufgelöst wurde, kam das Dorf zur neu gebildeten Wojewodschaft Ermland-Masuren.

## Verkehr
Durch Karolewo führt die Woiwodschaftsstraße 592 (droga wojewódzka 592). Sie führt ins etwa einen Kilometer entfernte Kętrzyn und endet im Westen nach etwa 50 Kilometern in Bartoszyce (Bartenstein). In östlicher Richtung mündet die Straße nach etwa 30 Kilometern bei Giżycko (Lötzen) in die Landesstraße 59.
Durch Karolewo führt die Bahnstrecke Kętrzyn–Węgorzewo, der Ort hat selber aber keine Bahnstation mehr, diese befindet sich in Kętrzyn.
Der nächste internationale Flughafen ist der Flughafen Kaliningrad etwa 110 Kilometer nördlich von Karolewo auf russischem Hoheitsgebiet. Etwa 220 Kilometer westlich liegt der Lech-Wałęsa-Flughafen Danzig. Der Flughafen Olsztyn-Mazury liegt etwa 80 Kilometer südlich von Karolewo.

## Söhne und Töchter der Stadt
- Hermann Dembowski (* 1928 in Carlshof; † 2012 in Bonn), deutscher evangelischer Theologe und Hochschullehrer